# Karel Saltzer

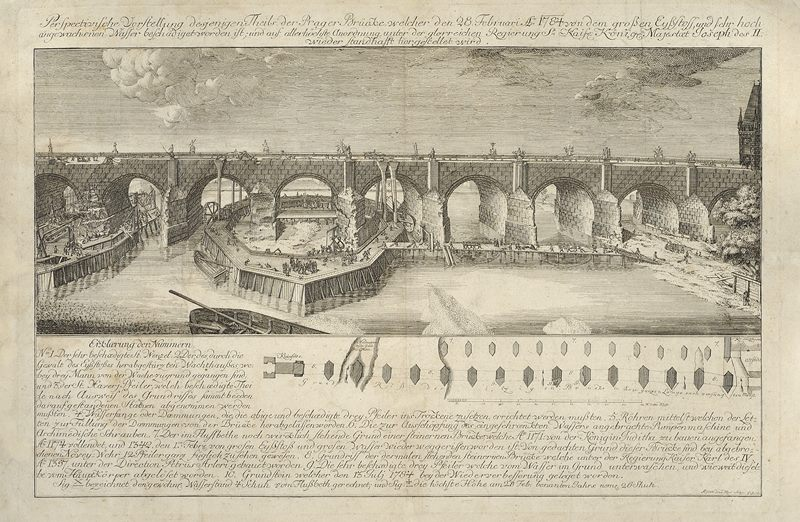
Karel Saltzer: Oprava Karlova mostu roku 1784

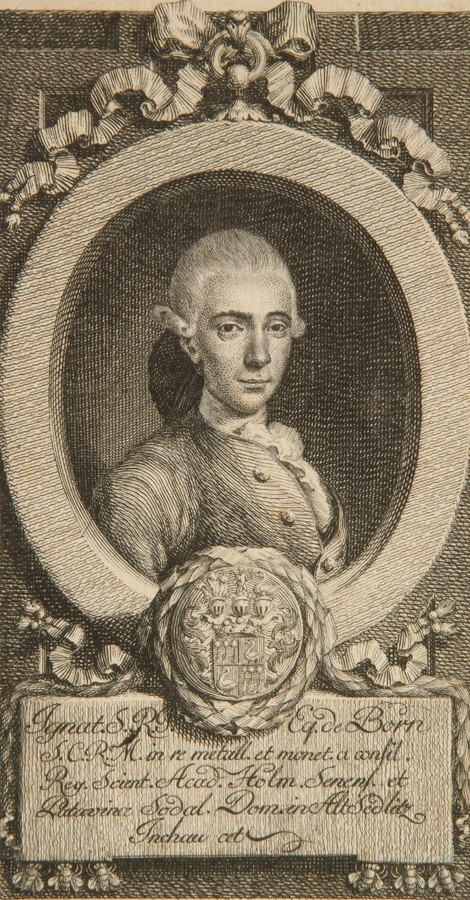
Karel Saltzer: Portrét Ignáce Antonína Borna (dle Giovanni Gampigliho)

Karel Saltzer, též Salcer, Salzer, Sulzer (13. února 1740 Přísečnice – 23. září 1784 Praha) byl mědirytec a knižní ilustrátor působící v Praze.

## Život
Pokřtěn byl 15. února jako Karel Kryštof Ludvík, syn Jana Kryštofa Salzera a jeho manželky Marie Barbory Ludmily.
I jeho bratři Ignác Saltzer a Jan Nepomuk Saltzer, též narození v Přísečnici a působící v Praze, byli výtvarníci.

## Dílo
Na rozdíl od bratra Ignáce Salzera existuje více děl, u kterých je jako tvůrce vyznačen Karel Saltzer, např. část rytin v díle Gelasia Dobnera Wenceslai Hagek a Liboczan Annales Bohemorum a řada dalších ilustrací a portrétů. Rytiny bratrů Saltzerů byly též označovány jako společná díla („Saltzer fratres“), bez určení, který z bratrů byl autorem.
Některá díla Karla Saltzera jsou ve sbírkách Památníku národního písemnictví.